# Jair Cunha
Jair Paula da Cunha Filho (* 7. März 2005 in Orlândia) ist ein brasilianischer Fußballspieler. Der Innenverteidiger steht aktuell bei Botafogo FR unter Vertrag.

## Karriere

### Verein
Jair Cunha wurde in Orlândia im brasilianischen Bundesstaat São Paulo geboren und schloss sich im Jahr 2016 im Alter von zehn Jahren der Jugendabteilung des FC Santos an. Am 19. Juni 2021 unterschrieb er seinen ersten Profivertrag, der zunächst bis 2024 lief.
Am 22. Juni 2022 verlängerte er seinen Vertrag vorzeitig bis Juni 2025. Im August desselben Jahres begann er regelmäßig mit der Profimannschaft zu trainieren. Am 12. Januar 2023 zog er sich bei einem Einsatz für die U20 in der Copa São Paulo de Futebol Júnior eine Knieverletzung zu.
Nach monatelanger Reha kehrte Cunha im August 2023 ins Training zurück. Im Oktober wurde er wieder vollständig genesen erklärt. Sein Debüt in der ersten Mannschaft – und zugleich in der Série A – gab er schließlich am 9. November 2023, als er beim 1:0-Auswärtssieg gegen Goiás EC in der Schlussphase für den ebenfalls aus dem eigenen Nachwuchs stammenden Marcos Leonardo eingewechselt wurde.
Am 23. April 2024 verlängerte Cunha seinen Vertrag mit Santos erneut, diesmal bis Dezember 2026. Zu diesem Zeitpunkt war er bereits als Backup für die Innenverteidiger Gil und Joaquim Henrique fest eingeplant.
Am 10. Februar 2025 gab Botafogo FR die Verpflichtung von Cunha bekannt. Er unterschrieb einen Vertrag mit vierjähriger Laufzeit.

### Nationalmannschaft
Am 17. Mai 2024 wurde Cunha gemeinsam mit seinen Santos-Teamkollegen JP Chermont und Souza für einen Trainingslehrgang der brasilianischen U-20-Nationalmannschaft nominiert. Am 20. Dezember desselben Jahres wurde er in den endgültigen Kader für die U-20-Südamerikameisterschaft 2025 berufen.

## Erfolge
FC Santos
- Série B: 2024

Brasilien U20
- U-20-Fußball-Südamerikameisterschaft: 2025